# Kenneth 3. af Skotland
Kenneth III af Skotland eller Cináed mac Duib (født før 967-1005) var skotternes konge fra 997 til 1005. Han var søn af Dubh mac Maíl Coluim (Dubh af Skotland). Der er meget få oplysninger om Cináed og hans regime, og om hans efterkommere, men vi ved, at han døde i et slag mod udfordreren Máel Coluim mac Cináeda (Malcolm 2. af Skotland).
Der er mange skotske kilder, som refererer til Cináed som "Giric søn af Cináed søn af Dub", hvilket bliver betragtet som en fejlkilde.  Den eneste hændelse som er blevet nedtegnet om Cináeds regime er drabet på Dúngal mac Cináeda af Gille Coemgáin mac Cináeda i Annalerne af de fire mestre. Det er ikke en gang helt sikkert, at dette refererer til hændelser i Skotland og om den ene eller begge var sønner af denne Cináed, eller af Cináed mac Maíl Coluim (Kenneth 2. af Skotland), eller af en anden person.
Cináed blev dræbt i kampen ved Monzievaird i Strathearn af Máel Coluim mac Cináeda (Malcolm 2. af Skotland) i 1005. 
Om Boite mac Cináeda var en søn af denne Cináed, eller af Cináed mac Maíl Coluim (Kenneth 2. af Skotland), er meget usikkert, men den første mulighed bliver antaget af de fleste forskere. Det er blevet opgivet i Ulster-annalerne at en søn eller en sønnesøn af Boite blev dræbt af Máel Coluim mac Cináeda (Malcolm II) i 1032. 
Cináeds datterdatter Gruoch ingen Boite meic Cináeda er antaget at være den skikkelse, som William Shakespeare baserede sin figur Lady Macbeth på i skuespillet Macbeth. Gruoch var hustru til Gille Coemgáin, mormaer af Moray, og hustru til kong Mac Bethad mac Findlaích, og mor til kong Lulach mac Gille Coemgáin. Meic Uilleim, en efterkommer af William fitz Duncan fra hans første ægteskab, var muligvis også en efterkommer fra Cináed. 